# コーンケン駅
コーンケン駅（コーンケンえき、タイ語:สถานีรถไฟขอนแก่น）は、タイ王国東北部コーンケン県ムアンコーンケン郡にある、タイ国有鉄道東北線・北線の駅である。

## 概要
コーンケン駅は、タイ王国東北部コーンケン県の県庁所在地であり人口40万人が暮らすムアンコーンケン郡にある。町の中心部に位置する為、利便性が良い。駅の正面側（東側）が、市街地である。バンコクから449.75 km地点に位置し、急行列車利用で7時間15分程度である。 1日に14本（7往復）の列車が発着し、内1往復は当駅が始発、終着である。また一等駅であり、全列車が停車する。尚当駅を含む東北本線・北線部（タノンチラ分岐駅 - ノーンカーイ駅）には、特急列車の運用は無い。
構内には石油基地がありそのための側線がある。またかつて蒸気機関車時代に使用されていた機関庫及び転車台が駅南側に残っていたが、高架化工事に伴い2017年頃に撤去された。

## 歴史
タイ最初の官営鉄道であるクルンテープ駅 - アユタヤ駅間が1897年3月26日に開業した。その後当初計画のナコンラチャシーマ駅まで完成すると、北本線、南本線の工事が始まりしばらく東北線の動きはなかった。北本線、南本線の完成後、東北線をウボンラーチャターニーまで延長する事になり1930年4月1日に完成した。その後ようやくウドーンターニー方面への工事が開始され、1933年4月1日に当駅までの完成をみた。完成当初は終着駅であったが、7年後の1941年6月24日にウドーンターニー駅まで延長工事が完成したことにより中間駅となった。
- 1897年3月26日 【開業】クルンテープ駅 - アユタヤ駅 (71.08 km)
- 1897年5月1日 【開業】アユタヤ駅 - ケンコーイ駅 (54.02 km)
- 1898年3月3日 【開業】ケンコーイ駅 - ムワックレック駅 (27.20 km)
- 1899年5月25日 【開業】ムワックレック駅 - パークチョン駅 (27.63 km)
- 1900年12月21日 【開業】パークチョン駅 - ナコンラチャシーマ駅 (83.72 km)
- 1922年5月1日 【開業】ナコンラチャシーマ駅 - タノンチラ駅 (2.63 km)
- 1929年5月1日 【開業】タノンチラ駅 - ノーンスーン駅 (28.80 km)
- 1932年5月1日 【開業】ノーンスーン駅 - ブワヤイ駅 (50.42 km)
- 1933年4月1日 【開業】ブワヤイ駅 - コーンケン駅 (104.25 km)
- 1941年6月24日 【開業】コーンケン駅 - ウドーンターニー駅 (119.09 km)
- 2019年3月13日 複線化に伴い、高架化工事完成[4]。

## 駅構造

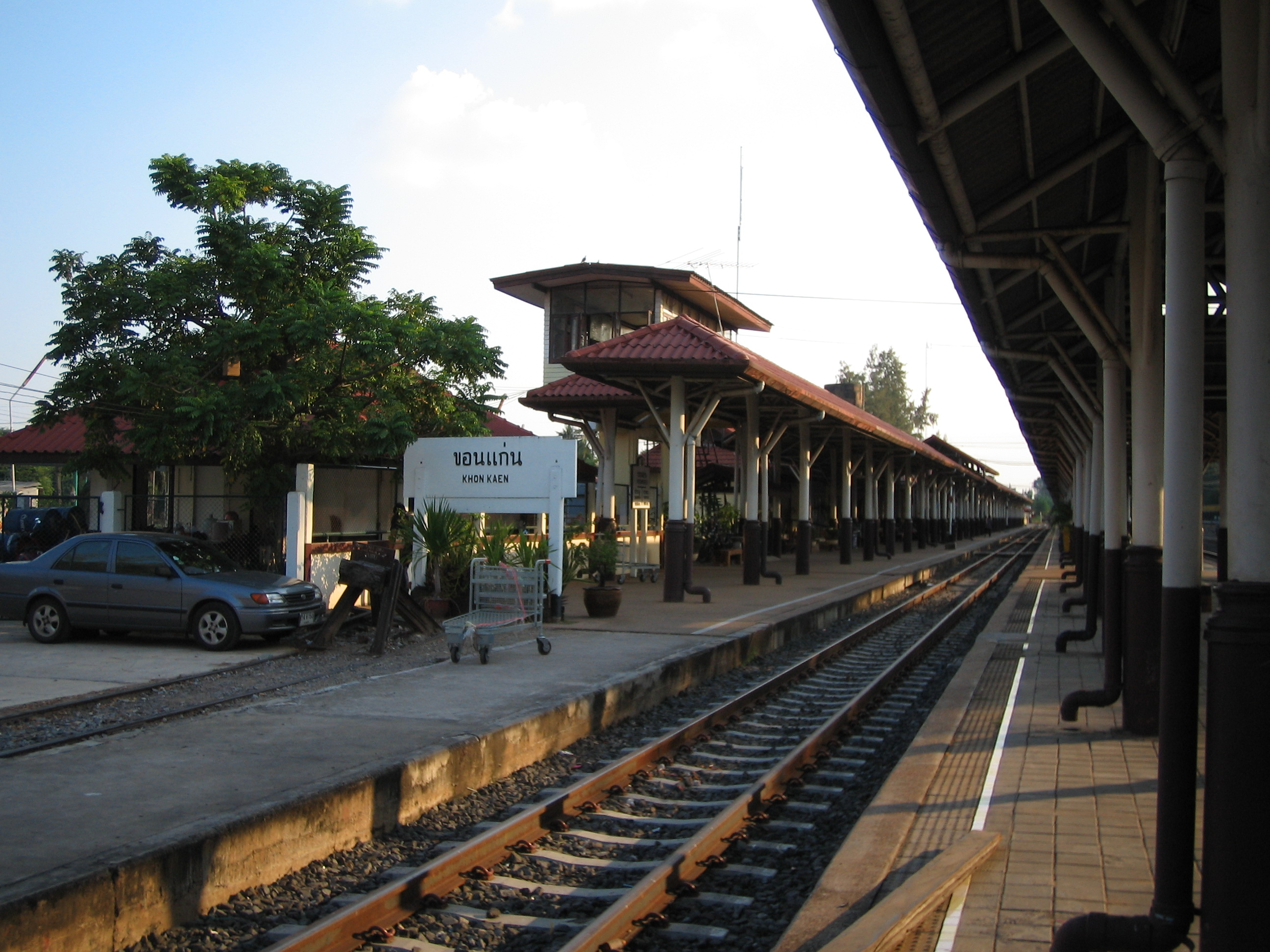
地上駅時代のコーンケン駅構内

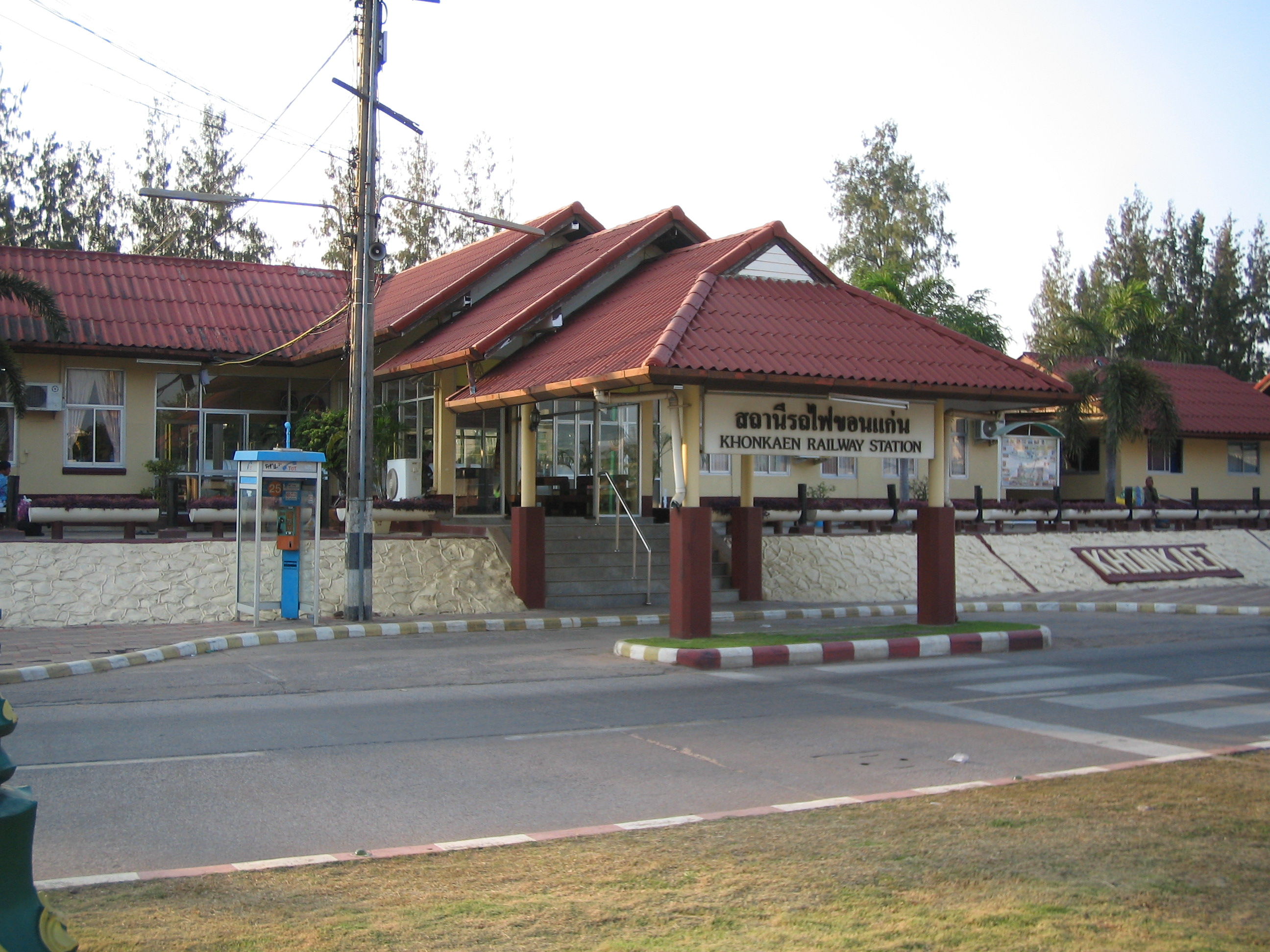
地上駅時代のコーンケン駅

2019年より供用開始した高架新駅は島式2面4線プラットホームを備える。
高架化工事にあわせて完成した新駅ではプラットホームの高床化が行われ、従来に比べ約60 cm高くなった結果乗降に支障が生じたことから、車両側に対し改修が行われることとなった。

## 駅周辺
国立コーンケン大学を手始めに、学園都市と呼べるほど学校の数が多い為、学生向けの商店が多い。商業が発達しており、駅周辺には近代的なショッピングモールが点在する。
- プラ・マハタート・ケン・ナコーン（ブン・ケン・ナコーン湖のほとりにある王室仏教寺院。「ワット・ノンウェン」とも言う。 (3 km)
- コーンケンラーム病院 (1.5 km)
- コーンケンバスターミナル (1.8 km)
- コーンケン空港 (8 km)